# زوي نايلور
زوي نايلور (بالإنجليزية: Zoe Naylor)‏ هي عارضة وممثلة أسترالية، ولدت في 4 يوليو 1977 بسيدني في أستراليا.

## وصلات خارجية
- زوي نايلور على موقع IMDb (الإنجليزية)
- زوي نايلور على موقع روتن توميتوز (الإنجليزية)
- زوي نايلور على موقع ألو سيني (الفرنسية)
- زوي نايلور على موقع أول موفي (الإنجليزية)
- زوي نايلور على موقع قاعدة بيانات الفيلم (الإنجليزية)
- زوي نايلور على موقع كينوبويسك (الروسية)